# Letiště Blovice
Letiště Blovice (zkratka ULBLOV) má statut nouzové zpevněné přistávací plochy nacházející se v místní části Blovic s názvem Komorno. Základním typem letadla používaným na tomto letišti byl typ Zlín Z-37 Čmelák, avšak je doložen i jeden kus Z-37T Agro Turbo.
Disponuje jednou asfaltovou přistávací plochou o délce 340 metrů a šířce 13 metrů. Na západním konci plochy se nachází několik cisteren na palivo a agrochemikálie. S veřejnou infrastrukturou je dráha spojena účelovou komunikací se silnicí III. třídy (Komorno – Chocenická Lhota). Podél celého areálu teče Komorenský potok.
Dle dostupných materiálů bylo letiště vyasfaltováno až v roce 1985. Do roku 1991 se jednalo o polní letiště podniku pro leteckou činnost – letiště Komorno LO 204 Mariánské Lázně, které na objednávku hnojilo pole JZD Vítězný Únor v Komornu se sídlem v Chocenicích. V roce 2007 se uvažovalo o využití areálu jako autoopravny a vrakoviště. Od roku 2017 je letiště používáno pro cvičení místní jednotky SDH Blovice. V aktuálním územním plánu města Blovice se výhledově počítá s výstavbou víceúčelového veřejného prostranství, přičemž je nutné počítat s eventuálním zaplavením Komorenským potokem. V neposlední řadě je počítáno s asanací chemických nádrží v areálu.